# Pentameris macrocalycina
Pentameris macrocalycina är en gräsart som först beskrevs av Ernst Gottlieb von Steudel, och fick sitt nu gällande namn av Herold Georg Wilhelm Johannes Schweickerdt. Pentameris macrocalycina ingår i släktet Pentameris och familjen gräs. Inga underarter finns listade i Catalogue of Life.